# Sospiro
Sospiro – miejscowość i gmina we Włoszech, w regionie Lombardia, w prowincji Cremona.
Według danych na rok 2004 gminę zamieszkuje 3251 osób, 171,1 os./km².